# Korancode
De term Korancode (ook bekend als Code 19) verwijst naar de bewering dat de Korantekst een verborgen wiskundig complexe code bevat. Voorstanders denken dat de code een wiskundig bewijs van het goddelijke auteurschap van de koran vertegenwoordigt en ze denken ook dat het kan worden gebruikt om orthografische fouten in de korantekst te identificeren. Voorstanders van de korancode beweren dat de korancode gebaseerd is op statistische procedures in vergelijking met de bijbelcode, die ogenschijnlijk gebaseerd is op steganografie. Zoals met alle numerologie, is deze bewering echter niet bevestigd door een onafhankelijk wiskundig of wetenschappelijk instituut. Critici beschouwen deze bewering als wetenschappelijk onhoudbaar.

## Geschiedenis
In 1969 begon Rashad Khalifa, een Egyptisch-Amerikaanse biochemicus, met het analyseren van de gescheiden letters van de Quran (ook wel koraninitialen of Muqattaʿat genoemd), en de Koran om bepaalde reeksen getallen te onderzoeken. In 1973 publiceerde hij het boek Miracle of the Quran: Significance of the Mysterious Alphabets, waarin hij de koraninitialen beschrijft door middel van opsommingen en distributies.
Khalifa beweerde vervolgens in 1974 een wiskundige code in de koran te hebben ontdekt, die gebaseerd is op het getal 19. Hij schreef het boek The Computer Speaks: God's Message to the World, waarin hij deze korancode thematiseert. Voor het bestaan van zo'n code, gebaseerd op het getal 19, baseert hij zich op soera 74, vers 30: "Over haar (waken) negentien".

## Voorbeeld
Voorstanders van deze bewering, zoals de Submitters, die lid zijn van United Submitters International, een vereniging die is opgericht door Rashad Khalifa, evenals een deel van Koranisten en traditionele moslims, gebruiken vaak bepaalde woordentellingen, controlegetal en kruissommen om deze code te legitimeren.
Edip Yüksel, een Turkse Koranistisch-auteur en collega van Rashad Khalifa, doet de volgende beweringen in zijn boek Nineteen: God’s Signature in Nature and Scripture (ervan uitgaande dat 9:128-129 niet toebehoort aan de Koran, zie paragraaf Kritiek):
- De Basmala (bismi ʾllāhi ʾr-raḥmāni ʾr-raḥīmi), de koranische openingsformule, die, op één uitzondering na, aan het begin van elke soera van de koran staat, bestaat uit precies 19 letters.
- Het eerste woord van de Basmala, Ism (naam), zonder contractie, komt 19 keer voor in de Koran (19×1). [Ook geen meervoudsvormen, of die met voornaamwoorduitgangen]
- Het tweede woord van de Basmala, Allah (God), komt 2698 keer voor (19×142).
- Het derde woord van de Basmala, Rahman (genadige), komt 57 keer (19×3) voor.
- Het vierde woord van de Basmala, Rahim (barmhartig), komt 114 keer (19×6) voor.
- De vermenigvuldigingsfactoren van de woorden van de Basmala (1+142+3+6) geven 152 (19×8).
- De Koran bestaat uit 114 hoofdstukken (19×6).
- Het totale aantal verzen in de Koran inclusief alle ongenummerde Basmala's is 6346 (19×334). De kruissom van 6346 is 19.
- De Basmala komt 114 keer voor (ondanks afwezigheid in hoofdstuk 9, komt hij twee keer voor in hoofdstuk 27); 114 is 19×6.
- Van de ontbrekende Basmala in hoofdstuk 9 tot de extra Basmala in hoofdstuk 27, er zijn precies 19 hoofdstukken.
- Het optreden van de extra Basmala is in soera 27:30. Het toevoegen van dit hoofdstuknummer en het versnummer geeft 57 (19×3).

## De gescheiden letters in de Koran
De Koran bestaat uit 114 soera's, waarvan in totaal 29 soera's zijn voorzien van gescheiden letters, Muqattaʿat of ook wel koraninitialen genoemd. Deze staan in de volgende tabel:
| Nummer van de Surah | Beginletter(s)           | Aantal verzen in die soera |
| ------------------- | ------------------------ | -------------------------- |
| 2                   | Alif–Lām–Mīm             | 286                        |
| 3                   | Alif–Lām–Mīm             | 200                        |
| 7                   | Alif–Lām–Mīm–Sād         | 206                        |
| 10                  | Alif–Lām–Rāʾ             | 109                        |
| 11                  | Alif–Lām–Rāʾ             | 123                        |
| 12                  | Alif–Lām–Rāʾ             | 111                        |
| 13                  | Alif–Lām–Mīm–Rāʾ         | 43                         |
| 14                  | Alif–Lām–Rāʾ             | 52                         |
| 15                  | Alif–Lām–Rāʾ             | 99                         |
| 19                  | Kāf–Hāʾ–Yāʾ–ʿAin–Sād     | 99                         |
| 20                  | Ṭāʾ–Hāʾ                  | 98                         |
| 26                  | Ṭāʾ–Sīn–Mīm              | 135                        |
| 27                  | Ṭāʾ–Sīn                  | 227                        |
| 28                  | Ṭāʾ–Sīn–Mīm              | 88                         |
| 29                  | Alif–Lām–Mīm             | 69                         |
| 30                  | Alif–Lām–Mīm             | 60                         |
| 31                  | Alif–Lām–Mīm             | 34                         |
| 32                  | Alif–Lām–Mīm             | 30                         |
| 36                  | Yāʾ–Sīn                  | 83                         |
| 38                  | Sād                      | 88                         |
| 40                  | Ḥāʾ–Mīm                  | 85                         |
| 41                  | Ḥāʾ–Mīm                  | 54                         |
| 42                  | Ḥāʾ–Mīm and ʿAin–Sīn–Qāf | 53                         |
| 43                  | Ḥāʾ–Mīm                  | 89                         |
| 44                  | Ḥāʾ–Mīm                  | 54                         |
| 45                  | Ḥāʾ–Mīm                  | 37                         |
| 46                  | Ḥāʾ–Mīm                  | 35                         |
| 50                  | Qāf                      | 45                         |
| 68                  | Nūn                      | 52                         |

Rashad Khalifa beweert in zijn boek The Computer Speaks: God's Message to the World dat de gescheiden letters van de koran, of zogenaamde koraninitialen, patronen van 19 vertonen binnen de 29 geïnitialiseerde soera's van de koran.
Hij nam onder meer aan dat de correcte spelling of lezing van het woord "basṭatan", dat voorkomt in soera 7, vers 69, de Arabische letter Sīn bevat in plaats van Sād. Hij ondersteunt zijn bewering met het feit dat bijvoorbeeld in de Samarkand Codex, een oud koranmanuscript, de spelling met de letter Sīn aanwezig is.

## Koran Gematria
Aan elke Arabische letter kan een specifieke numerieke waarde worden toegekend, ook wel gematria:
| Alif ا 1     |           |           |            |            |            |           |             |           |
| Yā' 10 ي     | Ṭā' 9 ط   | Ḥā' 8 ح   | Zāy 7 ز    | Wāw 6 و    | Hā' 5 ه    | Dāl 4 د   | Dschīm 3 ج  | Bā' 2 ب   |
| Qāf 100 ق    | Sād 90 ص  | Fā' 80 ف  | ʿAin 70 ع  | Sīn 60 س   | Nūn 50 ن   | Mīm 40 م  | Lām 30 ل    | Kāf 20 ك  |
| Ghain 1000 غ | Zā' 900 ظ | Dād 800 ض | Dhāl 700 ذ | Chā' 600 خ | Thā' 500 ث | Tā' 400 ت | Schīn 300 ش | Rā' 200 ر |

Abdullah Arik, een koranistische auteur, gebruikt deze methode in zijn boek Beyond Probability: God's Message in Mathematics om de Basmala gematrisch te analyseren. Hij geeft verschillende numerologische argumenten die op deze waarden vertrouwen om zijn argumenten te ondersteunen.

## Ontvangst in de westerse wereld
Khalifa's onderzoek kreeg weinig aandacht in de westerse wereld. In 1980 noemde Martin Gardner het werk van Khalifa in Scientific American. In 1997, nadat Khalifa al was overleden, wijdde hij een kort artikel aan het onderwerp terwijl hij columnist was voor de Skeptical Inquirer.

## Kritiek
Kritiek op deze ideeën volgt typisch standaardkritieken van de numerologie. Stochastische processen in het bijzonder verklaren de manier waarop patronen van het soort dat wordt geclaimd ontstaan in een grote dataset.
Er is ook kritiek van tal van moslims op deze bewering. Khalifa beweerde onder andere dat twee verzen in de korantekst, namelijk soera 9, vers 128 en 129, door mensen zijn toegevoegd. Hij ondersteunt deze bewering door de hadith Sahīh al-Buchārī 7425, volgens welke Zaid ibn Thābit de Koranverzen 9:128-129 slechts bij één persoon ontdekte, namelijk Chuzaima al-Ansari, toen hij wilde de koran en de bijbehorende verzen verzamelen. Zo beweert Khalifa dat de koran slechts 6346 verzen heeft in plaats van 6348. Want als je deze twee verzen in aanmerking neemt, is het resultaat bijvoorbeeld 2699 voor het voorkomen van het woord "Allah" en 115 voor het woord "Rahim", die beide geen veelvouden van 19 zijn. Hij beweerde ook dat de eerste "Nūn" in Surah 68 anders zou moeten worden gespeld, namelijk "Nūn Wāw Nūn". Dit leidt tot 133 (19×7) nūns in soera 68 in plaats van 132, wat geen veelvoud is van 19. Een dergelijke spelling voor deze initiaal is echter nog niet gevonden in een koranmanuscript.
Zijn telling van de Alif en de Lām in dienovereenkomstig geïnitieerde soera's worden ook in twijfel getrokken. Aangezien het aantal Alif in sommige woorden controversieel is, veroorzaakt dit onder andere problemen met de frequentie van deze letter in soera's die met deze letter worden ingeleid.
Bovendien wordt de versie van de korancode in twijfel getrokken, omdat deze alleen wordt gebruikt voor bepaalde aspecten of koraninitialen. Soera's die niet zijn geïnitieerd, worden in deze context niet volledig onderzocht. Aangezien vroege koranmanuscripten in bepaalde passages orthografische verschillen, is het moeilijk om een Urtext – of in een andere uitdrukking een „oorspronkelijke tekst" – te reconstrueren voor de koran, die op zijn beurt wordt gebruikt voor letteropsommingen evenals gematria.